# 브루네크 빙하
브루네크 빙하(독일어: Brunegggletscher)는 스위스 발레주의 페나인 알프스에 위치한 4.3km 길이의 빙하(2011)이다. 1973년에 그것은 6.68k㎡의 면적을 가지고 있었다. 빙하는 비스호른과 바이스호른의 북쪽에 있다.

## 같이 보기
- 스위스 알프스